# (466828) 2015 BV198
(466828) 2015 BV198 es un asteroide perteneciente al cinturón de asteroides, descubierto el 16 de abril de 2005 por el equipo Spacewatch desde el Observatorio Nacional de Kitt Peak (Arizona, Estados Unidos).